# Superliga de Eslovaquia 2014-15
La temporada 2014-15 fue la edición número 22 de la Superliga de Eslovaquia (Corgoň Liga por motivos de patrocinio.), la máxima categoría del fútbol profesional en Eslovaquia. La temporada comenzó el 11 de julio de 2014 y terminó el 30 de mayo de 2015. ŠK Slovan Bratislava es el campeón defensor.
El torneo se jugó con el formato todos contra todos a tres ruedas, al final de la temporada el club con el mayor puntaje se declara campeón y se clasificara a la Liga de Campeones de la UEFA 2015-16; los equipos que acaben en el segundo y tercer lugar se clasificaran a la Liga Europea de la UEFA 2015-16, el equipo con el menor puntaje desenderan a la 2. Liga de Eslovaquia 2015/16.
Un tercer cupo para la Liga Europea de la UEFA 2015-16 saldrá de la Copa de Eslovaquia

## Ascensos y descensos
- El club ascendido de la 2. Liga de Eslovaquia 2013-14 es el campeón ŽP Podbrezová; en reemplazo del descendido FC Nitra.
| Pos. | Descendido de Superliga de Eslovaquia 2013-14 |
| ---- | --------------------------------------------- |
| 10.º | FC Nitra                                      |

| Pos. | Ascendido de Primera Liga de Eslovaquia 2013-14 |
| ---- | ----------------------------------------------- |
| 1.º  | ŽP Podbrezová                                   |

## Equipos participantes
| Equipo                   | Ciudad          | Estadio              | Aforo  |
| ------------------------ | --------------- | -------------------- | ------ |
| FK AS Trenčín            | Trenčín         | Stadium na Sihoti    | 4 500  |
| FK DAC Dunajská Streda   | Dunajská Streda | DAC Stadium          | 3 170  |
| FK Dukla Banská Bystrica | Banská Bystrica | SNP Stadium          | 10 000 |
| FK Senica                | Senica          | Stadium FK Senica    | 4 500  |
| MFK Košice               | Košice          | Lokomotívy v Čermeli | 9 000  |
| MFK Ružomberok           | Ružomberok      | MFK Ružomberok       | 4 817  |
| MŠK Žilina               | Žilina          | Štadión pod Dubňom   | 11 181 |
| ŠK Slovan Bratislava     | Bratislava      | Tehelné pole         | 20 000 |
| TJ Spartak Myjava        | Myjava          | Stadium Myjava       | 2 709  |
| FC Spartak Trnava        | Trnava          | Antona Malatinského  | 3 350  |
| ŽP Šport Podbrezová      | Podbrezová      | Stadium Kolkáreň     | 6 500  |
| FC ViOn Zlaté Moravce    | Zlaté Moravce   | Štadión FC ViOn      | 4 000  |

## Tabla de posiciones
|  |    | Equipo                       | PJ | PG | PE | PP | GF | GC | DG  | PTS |
|  | -- | ---------------------------- | -- | -- | -- | -- | -- | -- | --- | --- |
|  | 1  | FK AS Trenčín (C)            | 33 | 23 | 5  | 5  | 67 | 28 | +39 | 74  |
|  | 2  | MŠK Žilina                   | 33 | 20 | 9  | 4  | 68 | 25 | +43 | 69  |
|  | 3  | ŠK Slovan Bratislava         | 33 | 18 | 3  | 12 | 49 | 42 | +7  | 57  |
|  | 4  | FC Spartak Trnava            | 33 | 16 | 8  | 9  | 53 | 31 | +22 | 56  |
|  | 5  | FK Senica                    | 33 | 12 | 11 | 10 | 52 | 50 | +2  | 47  |
|  | 6  | MFK Košice (D)1              | 33 | 11 | 8  | 14 | 43 | 48 | -5  | 41  |
|  | 7  | MFK Ružomberok               | 33 | 10 | 10 | 13 | 41 | 45 | -4  | 40  |
|  | 8  | FK DAC Dunajská Streda       | 33 | 9  | 12 | 12 | 32 | 44 | -12 | 39  |
|  | 9  | TJ Spartak Myjava            | 33 | 11 | 6  | 16 | 38 | 53 | -15 | 39  |
|  | 10 | FC ViOn Zlaté Moravce        | 33 | 8  | 8  | 17 | 27 | 54 | -27 | 32  |
|  | 11 | ŽP Šport Podbrezová          | 33 | 7  | 8  | 18 | 32 | 54 | -22 | 29  |
|  | 12 | FK Dukla Banská Bystrica (D) | 33 | 4  | 10 | 19 | 29 | 57 | -28 | 22  |

 PJ = Partidos jugados; PG = Partidos ganados; PE = Partidos empatados; PP = Partidos perdidos; GF = Goles anotados; GC = Goles recibidos; DG = Diferencia de gol; PTS = Puntos
Nota:
- Debido a que el campeón de la Copa de Eslovaquia 2014-15 (AS Trenčín) está clasificado a la Liga de Campeones 2015-16, el lugar que otorga dicho torneo en la Liga Europea 2015-16 pasa al 4º clasificado.

|  | Clasificado para la Segunda ronda previa de la Liga de Campeones 2015-16. |
|  | Clasificado para la Primera ronda previa de la Liga Europea 2015-16.      |
|  | Descenso a la 2. Liga 2015/16.                                            |

## Máximos goleadores
Detalle con los máximos goleadores de la Prva SNL, de acuerdo con los datos oficiales de la Federación Eslovena de Fútbol.
- Datos según la página oficial de la competición.

| Jugador          | Equipo            | Goles |
| ---------------- | ----------------- | ----- |
| Jan Kalabiška    | FK Senica         | 19    |
| Matej Jelić      | MŠK Žilina        | 19    |
| Jaroslav Mihalík | MŠK Žilina        | 12    |
| Stefan Pekar     | TJ Spartak Myjava | 11    |
| Erik Sabo        | FC Spartak Trnava | 11    |
| Jan Vlasko       | FC Spartak Trnava | 11    |
| Lukas Čmelík     | MŠK Žilina        | 10    |
| Nermin Haskić    | MFK Košice        | 10    |
| Martin Mikovic   | FC Spartak Trnava | 10    |
| Adam Zrel'ák     | MFK Ružomberok    | 10    |